# Оленёкский район
Оленёкский район (улус)  (якут. Өлөөн улууһа) или Оленёкский эвенкийский национальный район — административно-территориальная единица (район или улус) и муниципальное образование (муниципальный район) в Республике Саха (Якутия) Российской Федерации.
Административный центр — село Оленёк.

## География
Оленёкский район расположен на северо-западе Якутии, за Северным полярным кругом, в бассейнах рек Оленёк и Анабар.
Площадь района — 317 976,06 км², что составляет приблизительно 10,31 % площади Якутии. Это самый большой по площади район республики: его площадь примерно в 27 раз больше Мегино-Кангаласского района — самого малого по площади в регионе. Кроме того, по площади Оленёкский район крупнее 71 из 85 регионов России, а также большинства стран мира. Площадь района чуть больше площади Польши (312,68 тыс. км²).
Оленёкский район (улус) граничит:
- с другими районами (улусами) Якутии:
  - на севере — с Анабарским,
  - на северо-востоке — с Булунским,
  - на востоке — с Жиганским,
  - на юго-востоке — с Вилюйским, Верхневилюйским и Нюрбинским,
  - на юго-западе — с Мирнинским;
- с районами соседнего Красноярского края:
  - на западе — с Эвенкийским,
  - на северо-западе — с Таймырским Долгано-Ненецким.

Западная и северо-западная границы района являются частью границы между Дальневосточным и Сибирским федеральными округами, а также Дальневосточным и Восточно-Сибирским экономическими районами России.
Основные реки: Оленёк с притоками Арга-Сала и Бур, а также река Удя.  Наиболее крупные озёра: Эйик, Киенг-Кюель, Джесей, Кунг-Кюеле, Адаргай.

## История
Район образован 1 октября 1935 года.
Наделён статусом эвенкийского национального района в 2005 году.

## Население
| 1970  | 1979  | 1989  | 2002  | 2009  | 2010  | 2011  | 2012  | 2013  |
| ----- | ----- | ----- | ----- | ----- | ----- | ----- | ----- | ----- |
| 3196  | ↗3645 | ↗3993 | ↗4091 | ↘4028 | ↗4127 | ↗4130 | ↘4085 | ↘4050 |
| 2014  | 2015  | 2016  | 2017  | 2018  | 2019  | 2020  | 2021  | 2022  |
| ↘3963 | ↗3967 | ↗3983 | ↗4009 | ↗4072 | ↗4148 | ↗4247 | ↗4313 | ↗4335 |
| 2023  |       |       |       |       |       |       |       |       |
| ↗4361 |       |       |       |       |       |       |       |       |

### Занятость
Основными занятиями населения являются оленеводство, звероводство и охота.

### Национальный состав
| № |                           | Численность населения, чел. (2010) | % от всего | % от указавших национальность |
| - | ------------------------- | ---------------------------------- | ---------- | ----------------------------- |
|   | всего                     | 4127                               | 100,00 %   |                               |
| 1 | Эвенки                    | 3117                               | 75,53 %    | 75,65 %                       |
| 2 | Якуты                     | 841                                | 20,38 %    | 20,41 %                       |
| 3 | Русские                   | 73                                 | 1,77 %     | 1,77 %                        |
| 4 | Эвены                     | 20                                 | 0,48 %     | 0,49 %                        |
|   | другие                    | 69                                 | 1,67 %     | 1,67 %                        |
|   | указали национальность    | 4120                               | 99,83 %    | 100,00 %                      |
|   | не указали национальность | 7                                  | 0,17 %     |                               |

## Муниципально-территориальное устройство
Оленёкский эвенкийский национальный район (улус), в рамках организации местного самоуправления, включает 4 муниципальных образования со статусом сельских поселений (наслега), а также 1 межселенную территорию без статуса муниципального образования:
| №        | Муниципальное образование        | Административный центр | Количество населённых пунктов | Население (чел.) | Площадь (км²) |
| -------- | -------------------------------- | ---------------------- | ----------------------------- | ---------------- | ------------- |
| 1        | Жилиндинский национальный наслег | село Жилинда           | 1                             | ↗709             | 89 988,44     |
| 2        | Кирбейский национальный наслег   | село Харыялах          | 1                             | ↘843             | 176 044,20    |
| 3        | Оленёкский национальный наслег   | село Оленёк            | 1                             | ↗2438            | 28 737,02     |
| 4        | Шологонский национальный наслег  | село Эйик              | 1                             | ↘336             | 23 206,40     |
| 4.000001 | межселенная территория           |                        | 0                             | 0                |               |

Все наслеги в Оленёкском районе имеют статус национальных.
Межселенная территория включает территории ресурсных резерватов (эркээйи сирдэри) «Бэкэ», «Бириктэ», «Алакит», «Мархара» и месторождений редкоземельных металлов.

### Населённые пункты
В Оленёкском районе 4 населённых пункта.
| № | Населённый пункт | Тип  | Население | Муниципальное образование        |
| - | ---------------- | ---- | --------- | -------------------------------- |
| 1 | Жилинда          | село | ↗709      | Жилиндинский национальный наслег |
| 2 | Оленёк           | село | ↗2438     | Оленёкский национальный наслег   |
| 3 | Харыялах         | село | ↘843      | Кирбейский национальный наслег   |
| 4 | Эйик             | село | ↘336      | Шологонский национальный наслег  |

## Экономика
Основу экономики составляют сельское хозяйство (оленеводство и звероводство) и охотничий промысел. Земли сельскохозяйственного назначения составляют 1 302 га. В районе имеются совхозы, крестьянские хозяйства, в том числе общинно-родовые. Транспортная связь — воздушная и по автозимникам.